# Fiesta de San Blas (Ateca)
La Fiesta de San Blas  se celebra en Ateca, municipio de la comunidad de Calatayud, situada en la provincia de Zaragoza de la comunidad autónoma de Aragón, España y de la que se tiene noticia escrita desde el año 1460.

## Historia y descripción
La fiesta tiene lugar los días 2 y 3 de febrero en honor a San Blas y cuenta, como original ingrediente, con la presencia de «la Máscara». Éste es el elemento más singular de la fiesta, un personaje semigrotesco vestido con traje a rayas rojas y amarillas al estilo de los bufones. Se lanza a la calle armado con un sable y un pequeño escudo redondo o corbetera,  con la intención de perseguir a los muchachos mientras éstos le insultan intentando arrancarle los cascabeles de su vestido, que queda destrozado al acabar la fiesta. A los adultos, simplemente les pone la corbetera sobre la cabeza a modo de bendición. La noche del día 2, festividad de la virgen de las candelas, festividad dedicada a la luz, se hace una gran hoguera en la plaza de España de la localidad y los jóvenes del pueblo y la máscara se dedican a saltar la hoquera. El acto que se celebra el día 3, después de la misa y de la procesión que conduce al santo a su ermita es el acto más esperado por todos, donde la Máscara  debe subir el cerro que hay tras la ermita de San Blas ayudado por un escudo, esta vez más grande que el del día anterior para cubrirse de los lanzamientos que los niños realizan desde lo alto del cerro tratando de evitar la subida. En la actualidad se le lanzan manzanas guardadas para la ocasión, aunque hasta los años 90 del siglo XX se le lanzaban piedras. Una vez que consigue coronar el cerro, la Máscara , en compañía de niños y mayores hacen un enorme corro y cantan la canción del puente de Alcolea terminando con ello la fiesta.
Si bien, tal cual hoy se conoce, su origen es del siglo XV, se cree que el origen de la fiesta se remonta a la época paleocristiana o incluso a época visigoda. Se considera una antesala del carnaval.

## Reconocimientos
Fue declarada de interés turístico de Aragón el 05-09-1995 por su antigüedad, tradición y fidelidad desde el origen.